# Іберійська колія
Іберійська колія — ширина колії 1668 мм (5 ft 5+21⁄32 in), що найширше використовується на залізницях Іспанії та Португалії.
Як остаточно встановлено в 1955 році,

Іберійська колія є компромісом між подібними, але дещо відмінними коліями, прийнятими як відповідні національні стандарти в Іспанії та Португалії в середині 19 століття. 
Основні залізничні мережі Іспанії спочатку мали ширину колію 1672 мм. 
Натомість португальські мали ширину колії 1435 мм і пізніше їх було перешито на 1664 мм, що дозволяло їх використовувати іспанськими залізницями.

## Європейська ширина колії
З початку 1990-х років нові високошвидкісні пасажирські лінії в Іспанії були побудовані шириною колії 1435 мм, щоб дозволити цим лініям підключатися до європейської високошвидкісної мережі. 
Хоча 22 км від Тардієнти до Уески (частина лінії високошвидкісної лінії Мадрид–Барселона суміщена іберична/стандартна колія).

Існують плани переобладнання більшої частини мережі іберійської колії в Іспанії та Португалії на стандартну колію.